# Cordillera de Mérida
Cordillera de Mérida – pasmo górskie znajdujące się w Ameryce Południowej, w Andach Północnych, w zachodniej Wenezueli. Stanowi przedłużenie w kierunku północno-wschodnim pasma Kordyliery Wschodniej. Pasmo zbudowane jest z granitów, gnejsów, piaskowców i łupków. Są to góry wysokie typu alpejskiego, których szczyty sięgają bez mała 5000 m n.p.m., z trwałą pokrywą śnieżno-lodową i szeregiem niewielkich lodowców (obecnie w daleko posuniętej regresji).
Cordillera de Mérida ciągnie się na długości nieco ponad 400 km od źródeł rzeki Apure i miasta San Cristóbal na południowym zachodzie po źródła rzeki Portuguesa na północnym wschodzie. W swej centralnej, najwyższej części dzieli się na dwa równoległe pasma, rozdzielone doliną rzeki Chama: Sierra La Culata po stronie północno-zachodniej oraz Sierra Nevada de Mérida po stronie południowo-wschodniej. Przedłużeniem pasma Sierra Nevada de Mérida w kierunku północno-wschodnim jest pasmo Sierra de San Domino. Pomiędzy nim a Sierra La Culata w tym samym kierunku wybiega pasmo Cordillera de Trujillo, łączące się z Sierra La Culata przełęczą Paso del Aguila (4118 m n.p.m.). W Cordillera de Mérida (dokładniej w Sierra Nevada de Mérida) znajduje się najwyższy szczyt Wenezueli Pico Bolivar (4981 m n.p.m.).
Z uwagi na znaczną rozległość, duże rozpiętości wysokości, zróżnicowane warunki geomorfologiczne i klimatyczne pasmo Cordillera de Mérida posiada bogatą i zróżnicowaną florę. Podobnie bogata jest fauna, wśród której wyróżnia się duża liczba gatunków endemicznych (m.in. gryzonie andowiak szykowny i górniak brunatny czy przedstawiciel ryjówkowatych skrytouszka meridańska).
Znajdują się tu Park Narodowy Sierra Nevada, Park Narodowy Sierra de La Culata i Park Narodowy Tapo-Caparo.